# Ventas con Peña Aguilera (kommun)
Ventas con Peña Aguilera är en kommun i Spanien.   Den ligger i provinsen Toledo och regionen Kastilien-La Mancha, i den centrala delen av landet, 100 km söder om huvudstaden Madrid. Antalet invånare är 1 301.